# Fata, Argeș
Fata este un sat în comuna Vedea din județul Argeș, Muntenia, România.